# Hans-Joachim Sopart
Hans-Joachim Sopart (* 23. Januar 1950 in Dessau) ist ein deutscher Politiker (CDU).

## Leben
Nach dem Besuch der Polytechnischen Oberschule in Dessau und der Erweiterten Oberschule in Halle sowie einer parallel absolvierten Lehre als Krankenpfleger nahm er ein Studium der Humanmedizin an der Universität Halle auf, das er 1974 abschloss. Danach wurde er bis 1979 am Bezirkskrankenhaus Magdeburg zum Facharzt für Urologie ausgebildet. 1983 übernahm er dort eine Oberarztstelle in der Urologischen Klinik.
1984 trat er in die CDU der DDR ein. Nach der Wende wurde er in den Kreistag Burg gewählt und übernahm dort den Vorsitz der CDU-Fraktion.
Bei der Bundestagswahl im Dezember 1990 wurde Sopart als Direktkandidat des Wahlkreises Elbe-Havel-Gebiet und Haldensleben – Wolmirstedt ins Parlament gewählt. Jedoch gab er sein Mandat bereits am 3. Januar 1993 wieder zurück.
Sopart widmete sich fortan wieder verstärkt seiner medizinischen Tätigkeit. Im Dezember 2005 wurde er zum Chefarzt der Urologischen Klinik am Städtischen Klinikum Magdeburg berufen. Politisch war er noch als Mitglied des Stadtrates in seiner Heimatgemeinde Gommern aktiv; dort schied er im Juli 2007 ebenfalls aus.